# Anfiteatro romano di Londra
I resti visibili di un anfiteatro costruito durante la Londra romana si trovano sotto il complesso della Guildhall Art Gallery nella City di Londra. Alcuni di questi resti sono esposti in situ in una stanza nel seminterrato della pinacoteca. Scoperto nel 1988, il sito è ora un monumento programmato.

## Storia
Il primo anfiteatro romano di Londra fu costruito nel 70 in legno, ma fu ristrutturato all'inizio del II secolo con ingressi piastrellati e muri di pietra. L'anfiteatro era utilizzato per vari eventi pubblici come i giochi di gladiatori, per intrattenere i soldati e il pubblico con combattimenti di animali ed esecuzioni pubbliche di criminali, nonché attività religiose.
Dopo che i Romani lasciarono la Britannia nel IV secolo, l'anfiteatro rimase abbandonato per centinaia di anni. Nell'XI secolo l'area fu rioccupata e nel XII secolo fu costruita accanto ad essa la prima Guildhall di Londra che è sopravvissuta al Grande incendio del 1666 e ai bombardamenti della seconda guerra mondiale.

Londinium nel 400 circa che mostra la posizione dell'anfiteatro